# Jacques Cantier
Jacques Cantier, né le 16 mars 1967 à Perpignan, est un historien français, professeur d'histoire contemporaine à l'université Toulouse-Jean Jaurès et chargé de cours à l'Institut d'études politiques de Toulouse.

## Biographie
Bien qu'étant né dans la ville de Perpignan, Cantier est originaire de la commune de Rivesaltes où il grandit.
Agrégé d'histoire en 1992, diplômé de l'Institut d'études politiques de Toulouse en 1988, il est depuis 2003 chargé de cours au sein de cet établissement.
Spécialiste, entre autres, de l'histoire de l'Algérie coloniale, il soutient en 1999 une thèse de doctorat sur l'Algérie française sous le régime de Vichy, sous la direction de Jean Rives.
De 2004 à 2012, il dirige la revue Cahier d'histoire immédiate, revue française semestrielle consacrée exclusivement à l'histoire des trente dernières années. Celle-ci a été fondée en 1989 par Jean-François Soulet et dirigée par ce dernier jusqu'en 2004.
En octobre 2015, il a soutenu une habilitation à diriger les recherches sur Livres, lecteurs et lectures dans la France de la Deuxième Guerre mondiale à l'Institut d'études politiques de Paris sous la direction de Jean-François Sirinelli. 
Les recherches menées par Jacques Cantier sont principalement consacrées à l'histoire culturelle des années 1940. En 2019, il publie Lire sous l’Occupation, un panorama de l'édition sous l’Occupation.

## Publications

### Ouvrages
- Jules Roy. Les fidélités d'un rebelle, Toulouse, Privat, collection « Questions d'histoire immédiate », 2001, 120 p.
- L'Algérie sous le régime de Vichy, Paris, Odile Jacob, 2002, 417 p. [présentation en ligne].
- Chirac, Jospin : deux vies politiques, Toulouse, Privat, collection « Questions d’histoire immédiate », 2002, 128  p. (en corédaction avec Laurent Jalabert).
- Pierre Drieu la Rochelle, Paris, Librairie Académique Perrin, collection « Biographies », 2011, 315 p.
- Histoire culturelle de la France au XXe siècle, Paris, Ellipses, collection « Le monde : une histoire », 2011, 176 p.
- Lire sous l’Occupation, CNRS éditions, 2019, 384 p.,  (ISBN 978-2-271-09332-5)
- 1991 : José Cabanis, un Toulousain sous la Coupole, Toulouse, Éditions Midi-Pyrénéennes, coll. « Cette année-là à Toulouse », 2021, 48 p. (ISBN 979-10-93498-77-5)
- Jacques Cantier et Caroline Barrera (dir.), Science et culture en temps de guerre (XIXe – XXe siècles), Toulouse, Éditions midi-pyrénéennes, 2023, 248 p. (ISBN 979-10-93498-63-8)

### Direction d'ouvrages collectifs
- Histoire et littérature au vingtième siècle. Hommage à Jean Rives, Toulouse, GRHI, 2003, (en codirection avec Jean-François Soulet et Laurent Jalabert) [présentation en ligne].
- L'Empire colonial sous Vichy, Paris, Odile Jacob, 2005, (en codirection avec Eric Jennings).